# أوم (هندوسية)

كلمة أُوم رمز للهندوسية

أُوم (بالسنسكريتية: ॐ) ()، هو رمز مقدس في الهندوسية والجينية والبوذية. يوضع عادة في بداية النصوص الهندوسية كعلامة تعجب تقرأ قبل وبعد قراءة نصوص الفيدا وفي السابق قبل الصلاة أو المانترا أو البوجا.